# Joaquina Serrano y Bartolomé
Joaquina Serrano y Bartolomé (Fermoselle, Zamora, 1857 – c. 1887) va ser una pintora espanyola activa sobretot durant el darrer quart del segle XIX i participant habitual de les exposicions nacionals d'art.

## Trajectòria
Filla de María Bartolomé i Miguel Serrano, era neboda de Vicenta Bartolomé, qui va ser esposa del pintor Joaquín Espalter. Dels seus primers anys i de l'etapa de formació se'n té poca informació. Segons indica l'escriptor i periodista Manuel Ossorio i Bernard, va ser alumna del seu oncle, de l'Escola d'Arts i Oficis de Madrid (llavors englobada en el Real Conservatori d'Arts) i de l'Escola Especial de Pintura, Escultura i Gravat.
L'any 1875 es va registrar per primera vegada com a copista del Museu del Prado, amb el pintor Francisco Sans Cabot, que en aquell moment n'era el director, com a garant. En els anys següents va continuar exercint aquesta activitat, de la qual destaca la còpia d'un quadre de David Teniers que es va lliurar com a regal de noces a la reina María de les Mercès d'Orleans i Borbó.
L'any següent la Societat d'Escriptors i Artistes de Madrid la va nomenar sòcia de mèrit per un retrat del pintor Mariano Fortuny presentat a l'exposició anual de la institució. Aquest mateix any va exposar tres obres en l'Exposició Nacional de Belles arts, adquirides per l'Estat amb destinació al llavors Museu Nacional de Pintura i Escultura, avui Museu del Prado. En els anys següents, va continuar participant assíduament en les Exposicions Nacionals de Belles arts, presentant fonamentalment retrats, paisatges i naturaleses mortes.
A més de la seva labor com a pintora, va actuar també com a professora d'altres artistes, entre elles la pintora i escriptora María Vinyals. Igualment, va col·laborar amb l'Associació per a l'Ensenyament de la Dona.

## Obra
En el Museu del Prado es conserven les obres que l'Estat va adquirir a l'artista el 1876: Charra, Una perdiu i pebrots, i Un raïm. La mateixa institució també guarda una còpia del retrat de José Carrillo de Barnús, primer duc de Montemar, un encàrrec de la Junta d'Iconografia Nacional per al projecte de Galeria d'Espanyols Il·lustres de l'efímer Museu Iconogràfic, datada el 1879.
La Reial Acadèmia de Belles arts de San Fernando alberga el retrat del seu oncle, el pintor Espalter, donat a la institució per la seva vídua després de la defunció d'aquest al gener de 1880. Aquest retrat es va reproduir en l'article publicat en La Ilustración Española y Americana com a homenatge a l'artista finat.
Patrimoni Nacional també conserva una obra de Serrano, El bufó pintor, còpia de Teniers.

## Galeria

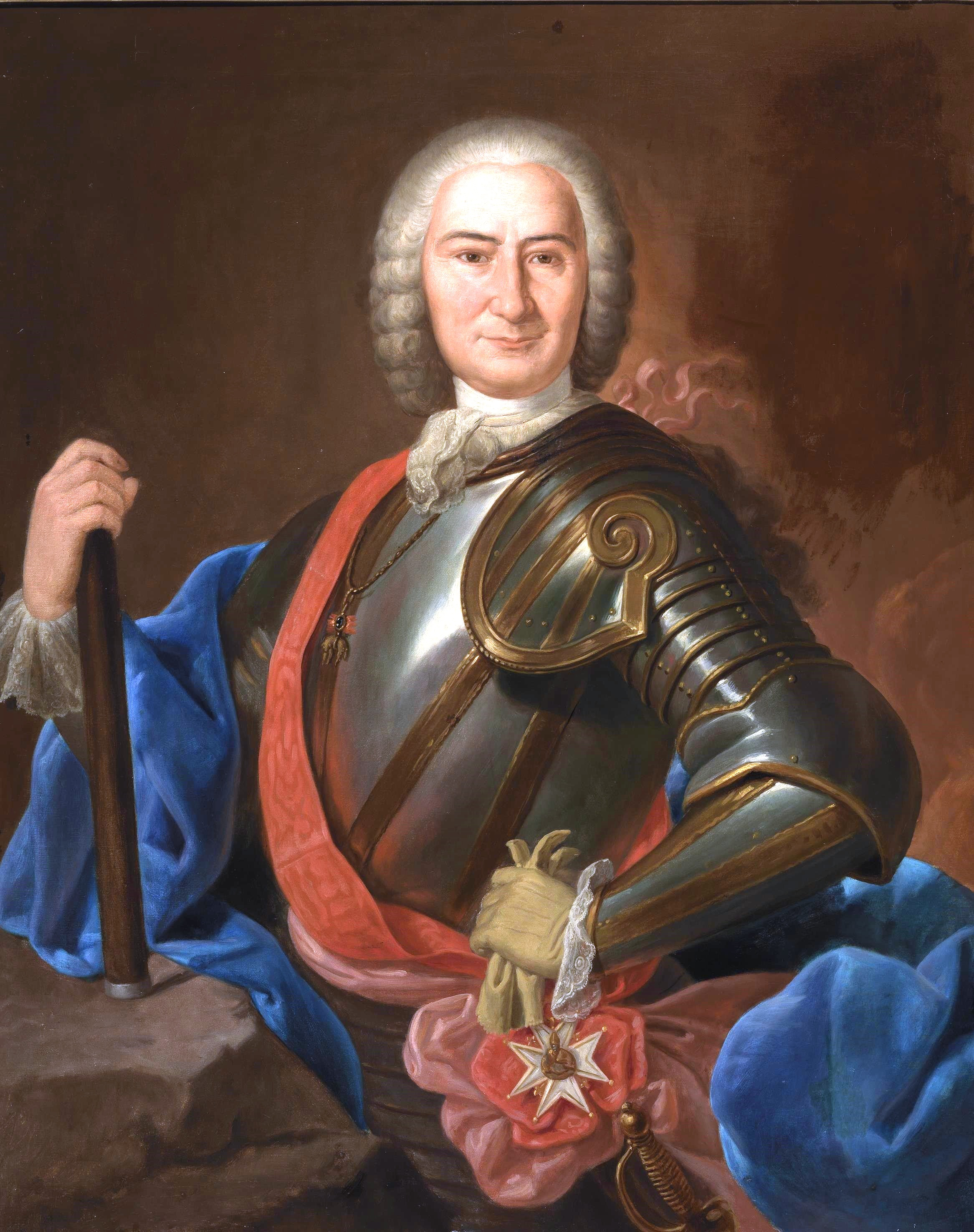
José Carrillo de Albornoz, primer duc de Montemar (còpia, cap a 1879). Museu del Prado
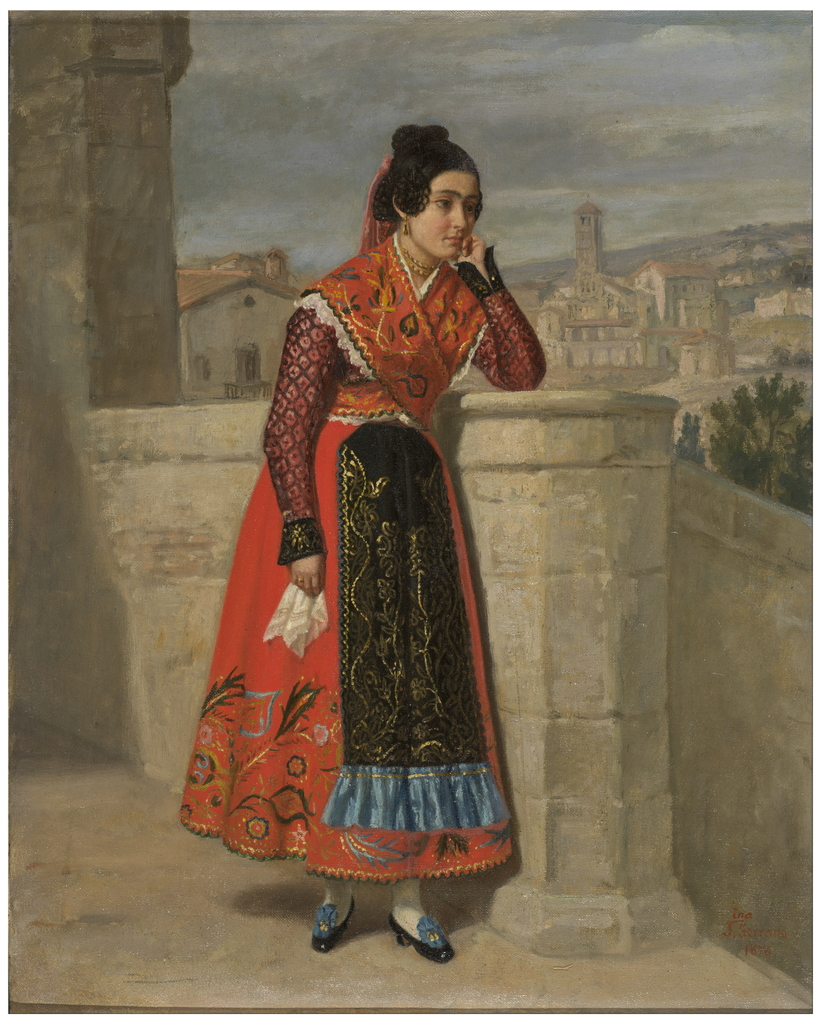
Una charra (1876). Museu del Prado
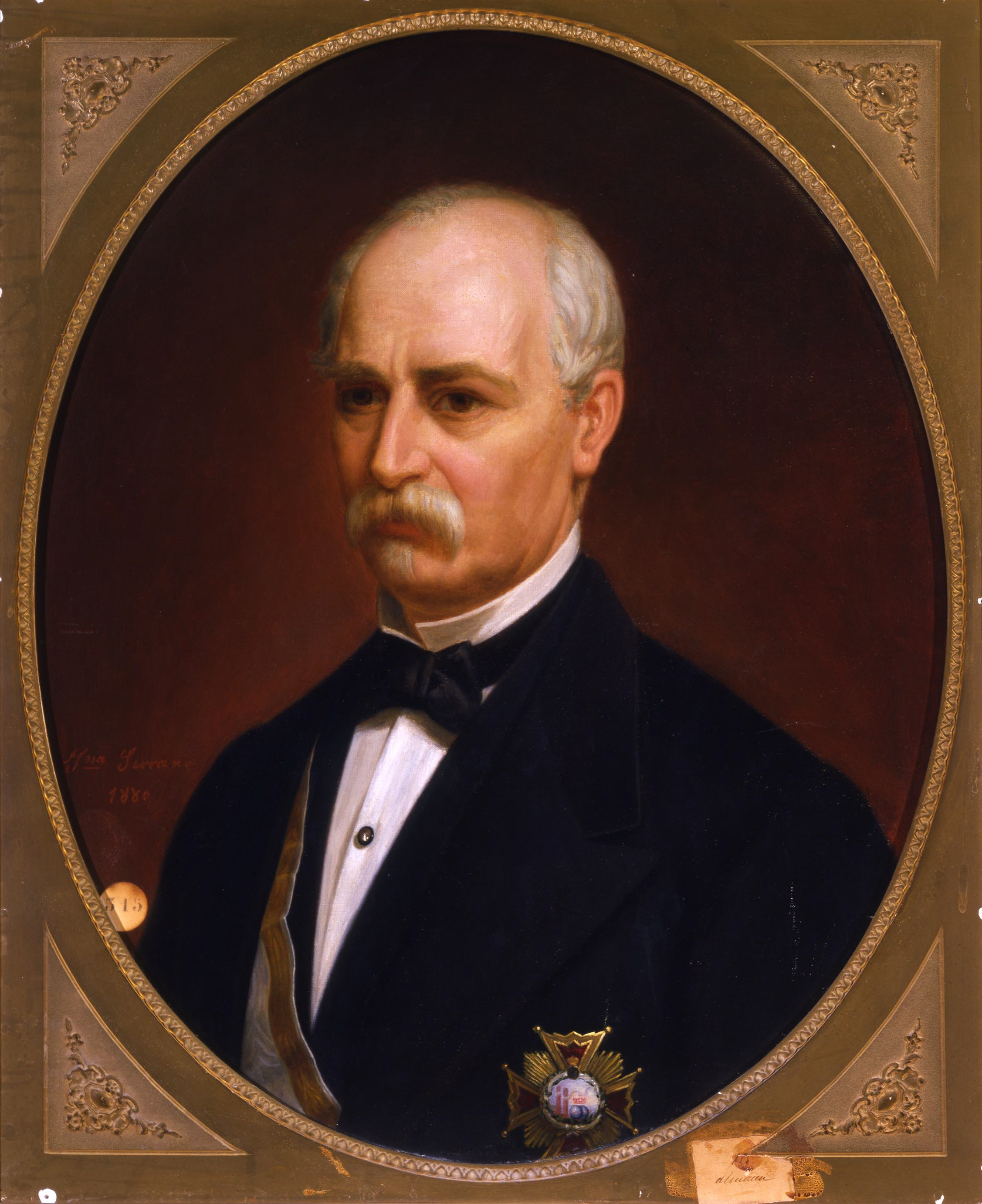
Retrat de Joaquim Espalter (1880). Reial Acadèmia de Belles Arts de Sant Ferran